# US Robots
Ne doit pas être confondu avec US Robotics Corporation.
US Robots, inc est une entreprise fictive tirée de l'univers des robots d'Isaac Asimov.

## Caractéristiques de l’entreprise
L'U.S. Robots and Mechanical Men est fondée en 1982 par Lawrence Robertson. Elle s'impose au XXIe siècle comme le principal constructeur de robots. Le principal quartier général est situé dans la nouvelle AL-76 perd la boussole à Schenectady dans l’État de New York.
Les robots produits par la firme disposent d'un cerveau positronique dans lesquels sont obligatoirement gravées les trois lois de la robotique. L'entreprise connaît un essor rapide sous l'impulsion de personnes talentueuses :
- Susan Calvin, robopsychologue
- Alfred Lanning, directeur des recherches
- Peter Bogert, mathématicien.

L'entreprise se spécialise dans le travail extra-terrestre en fournissant des robots spécialisés dans l'extraction de minerais, la surveillance... Ils gagnent ainsi le monopole de cette distribution. Les robots fabriqués dans les usines sur Terre sont ensuite testés in situ par des techniciens spécialisés comme Michael Donovan et Gregory Powell. Cependant, les contacts des humains avec les robots sur Terre sont fragiles, et l'entreprise doit sans cesse lutter contre le « complexe de Frankenstein », qui caractérise la peur du créateur envers la rébellion possible de la créature.